# Percolação (química)
Percolação é a extração exaustiva do princípio ativo. No processo, a droga vegetal moída é colocada em recipiente cônico ou cilíndrico de vidro ou metal, através do qual é feito passar o líquido extrator.
- Operação dinâmica para extração de princípio ativo com alta atividade farmacológica presente em pequena quantidade no vegetal.
- Primeiro deixar a droga em maceração e depois realizar empacotamento homogêneo e não muito compacto do percolador.
- Adicionar o líquido extrator e gotejar recolhendo o extrato.
- De 70 a 80% do princípio ativo sai no início do processo, depois disso o extrato vai ficando cada vez mais diluído, interromper a percolação quando notar diminuição da cor e do odor do extrato.

Produto obtido: percolado